# Сен-Џон Перс
Алекси Леже (фр. Alexis Leger; Поент а Питр, 31. мај 1887 — Полуострво Жијан, 20. септембар 1975), познатији под псеудонимом Сен-Џон Перс (фр. Saint-John Perse), био је француски песник и дипломата. Добио је Нобелову награду за књижевност 1960. Стилски, поезија му је била слична поезији Артура Рембоа.